# Jezioro Otmuchowskie

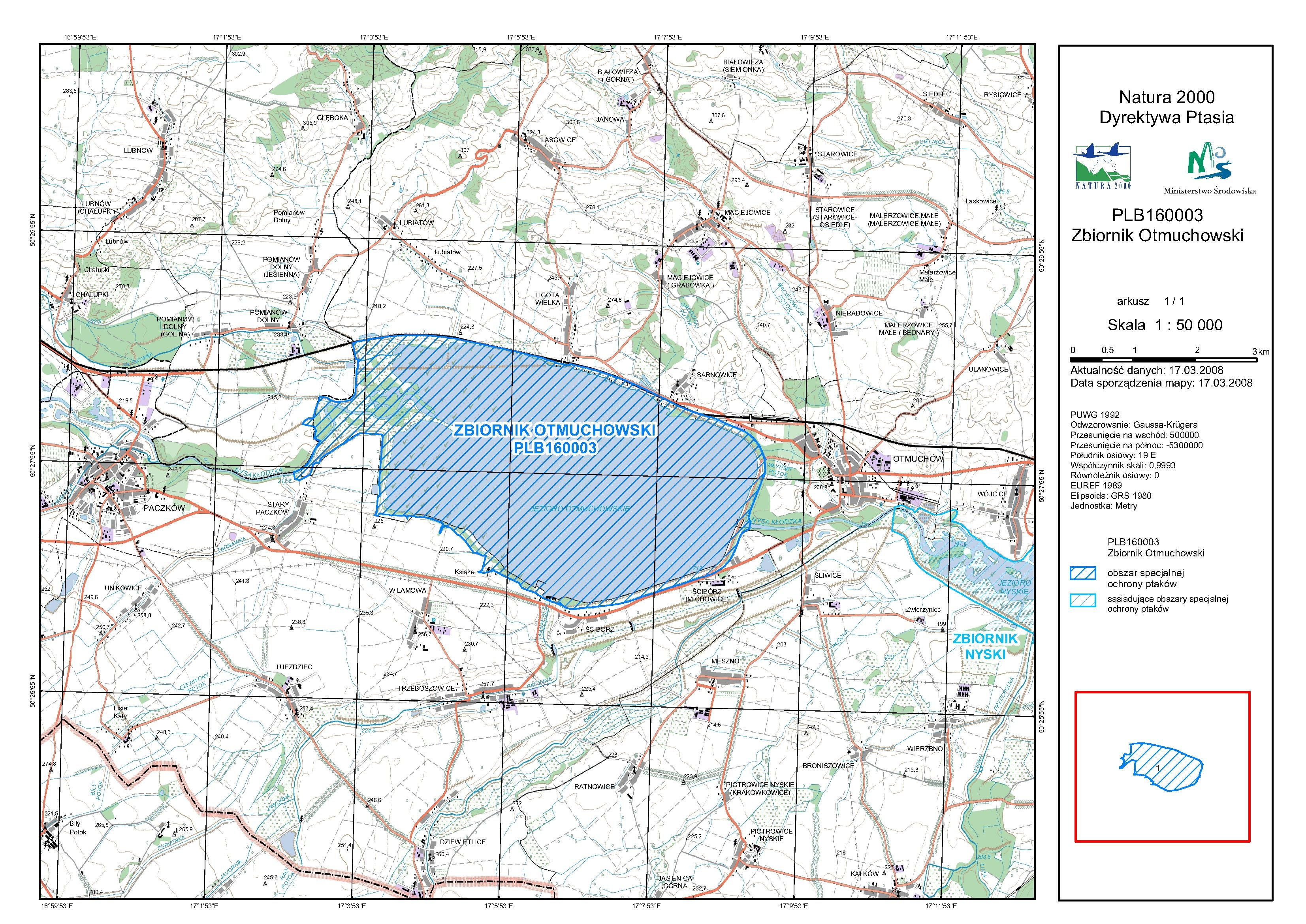
Zbiornik Otmuchowski Natura 2000 OChK Otmuchów-Nysa

Das Jezioro Otmuchowskie [jeˈʑɔrɔ‿ɔtmuˈxɔfscɛ] (deutsch Ottmachauer Staubecken) ist der erste Stausee der Glatzer Neiße nach ihrem Austritt aus dem Glatzer Becken in das Reichensteiner Gebirgsvorland. Er liegt zwischen Paczków (Patschkau) und dem namensgebenden Otmuchów (Ottmachau), das östlich des Grundablasses und Staudammes liegt.

## Geschichte
Zur Zeit der Weimarer Republik wurden große Gebiete im Umland der Stadt Ottmachau von der Verwaltung der Reichswasserstraßen erworben. 1928 wurde mit dem Bau des Staubeckens begonnen, das 1933 fertiggestellt wurde. Durch dieses Bauwerk wurde das Wasser der Glatzer Neiße auf eine Höhe von 17 m gestaut. Das Staubecken fasst auf 22,6 km² eine Wassermenge von 143 Millionen Kubikmetern. Es diente von Anfang an dem Hochwasserschutz und der Stromgewinnung, zudem entwickelte es sich zu einem beliebten Ausflugsziel. Der Stausee ist Bestandteil des europäischen Natura-2000-Netzwerks.